# Tintura
La tintura è l'operazione che permette di dare o cambiare colore a materiali per mezzo di un bagno, liquido in cui sono disciolti coloranti. Si applica a molti materiali come: cuoio, pelli, legno, capelli, ma l'ambito più importante è quello che interessa le fibre tessili, i filati e i tessuti.

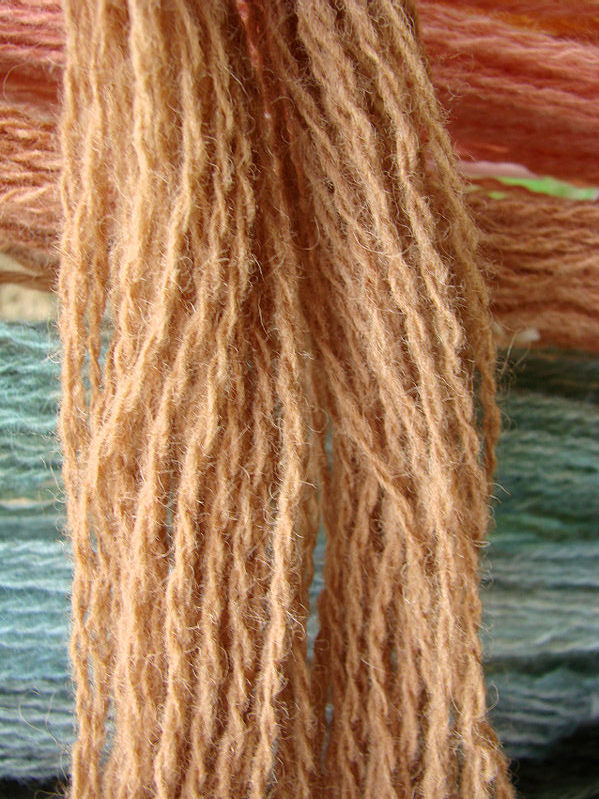
Tintura naturale

## Storia
La storia della tintura è strettamente legata a quella della tessitura, applicazioni, scoperte, tecniche, procedono di pari passo nei due campi, con una maggiore attenzione, per la tintura, alle esigenze estetiche, decorative, e quindi ai dettami della moda.

### Il mondo antico

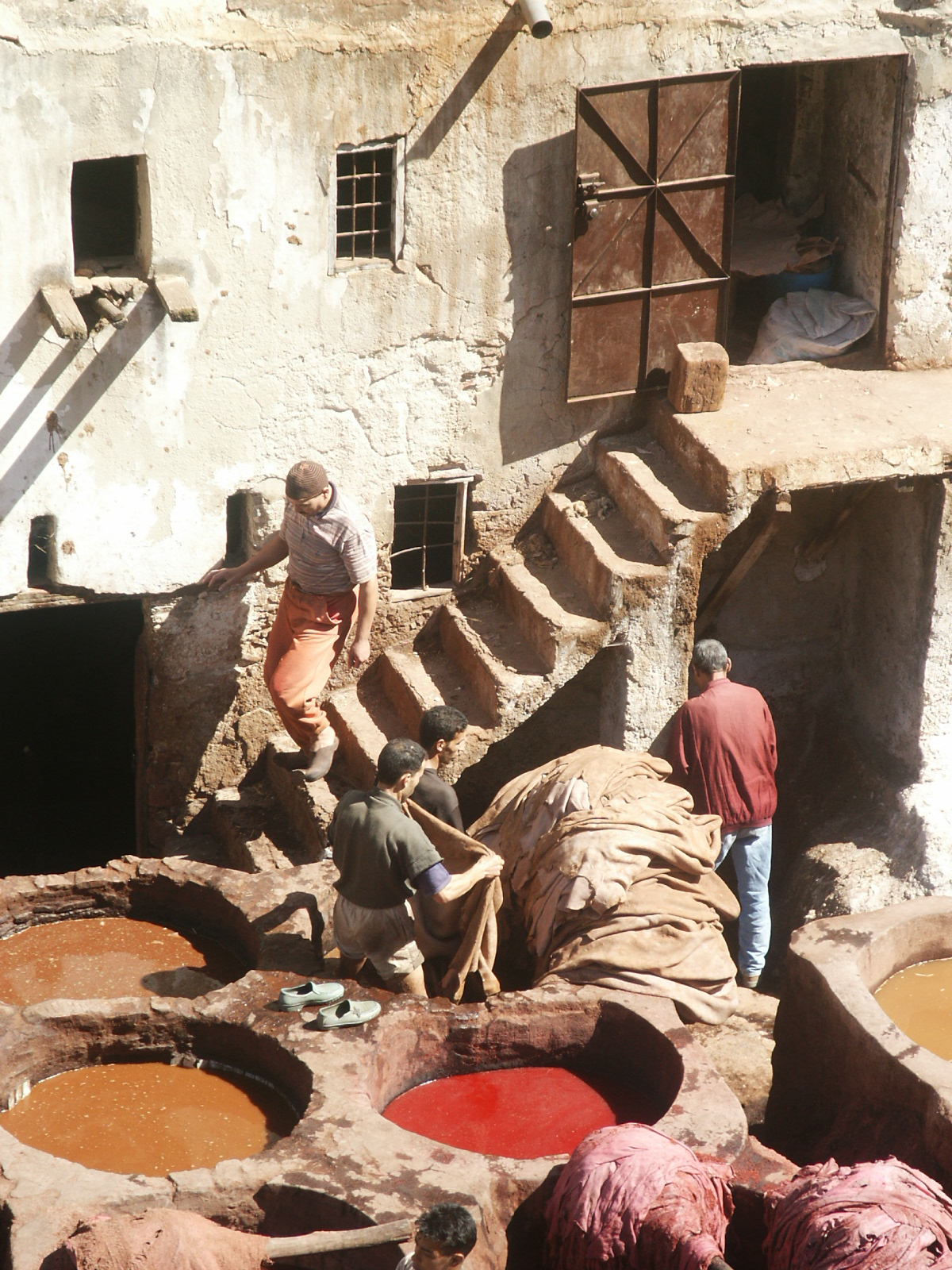
Tintura tradizionale delle pelli di capra a Fez (Marocco)

Non è facile, con le conoscenze di oggi, dare una data di inizio a questa pratica, anche per la deperibilità dei materiali e labilità dei pigmenti di origine vegetale o animale. Le prime tracce di utilizzo della tintura, risalgono al neolitico, nei villaggi la produzione di tessuti è testimoniata dalla presenza dei pesi da telaio e alcuni reperti tessili recano ancora le tracce della tintura con colori ricavati da vegetali. Nel villaggio neolitico presso il lago di Ledro in Trentino reperti recano tinture ottenute da robbia, guado e uva orsina (Arctostaphylos uva-ursi).
Nell'antichità le possibilità di tintura erano strettamente legate alla reperibilità in loco dei materiali utilizzati che condizionavano la scelta dei colori e quindi il gusto locale. Gli Egizi tingevano con grande abilità il lino, nella gamma dei gialli e dei rossi con: l'hennè, il cartamo, lo zafferano, la curcuma, grazie anche alla possibilità di usare come mordente l'allume, di cui possedevano giacimenti.
In Mesopotamia sin dal IV millennio a.C. si tingeva la lana con colori brillanti, in particolare i Caldei e i Babilonesi, che apprezzavano la ricchezza dei colori e lo sfarzo nell'abbigliamento, avevano messo a punto una tecnica per mescolare i colori della lana, che tingevano in fiocco, durante la filatura.
Gli ebrei tingevano in matassa, usando il kermes, un parassita della quercia, i mirtilli, le galle di quercia e il bitume del mar Morto per ottenere il nero.
I più conosciuti tintori del bacino del Mediterraneo furono i Fenici, a loro è attribuita la scoperta, verso la metà del XV secolo a.C., della tintura ricavata dai molluschi della famiglia murex che dava il colore porpora. Sfruttando la produzione e la commercializzazione della pregiatissima porpora impiantarono una vera industria, forse la prima del Mediterraneo.
In India fin dal III millennio a.C. le tecniche di tintura erano molto raffinate (batik e tie and dye), il materiale tinto era il cotone (filo), il colore economicamente più importante l'indaco.
In Cina l'arte della tintura, con quella della bachicoltura e della produzione della seta, era tenuta segreta e i loro prodotti erano monopolio della corte imperiale. Benché le notizie sulla lavorazione della seta siano reperibili su manoscritti che risalgono al III secolo a.C., poco sappiamo delle tecniche di tintura antiche.
In Giappone alcuni dei colori usati per tingere la seta dei kimono venivano ricavati dalle alghe.
In sud America Maya, Aztechi, Toltechi e Inca tingevano con raffinatezza cotone o lana di alpaca e vigogna con colori molto brillanti ottenuti da radici, cortecce, legno e rosso di cocciniglia. Questi materiali, dopo la scoperta delle Americhe, contribuirono a rivoluzionare le tecniche di tintura in Europa.

### In Italia

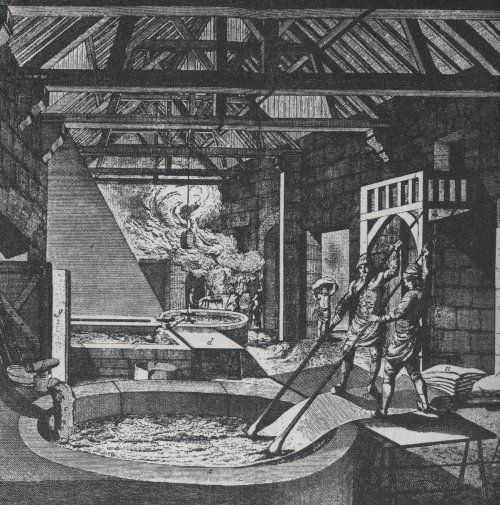
Rappresentazione dell'arte tintora, antica stampa.

Gli Etruschi, che avevano contatti commerciali con i Fenici e i Greci, impararono ad usare robbia, zafferano, guado, ma un grande cambiamento venne introdotto dai Greci che importarono, con la colonizzazione delle coste del sud Italia, le tecniche tintorie dei Fenici e dei Cretesi. Taranto divenne famosa per la tintura con l'oricello, un tipo di lichene, che mischiato alla porpora serviva ad abbassare il costo esorbitante di questo colore. Nell'antica Roma, dove i costumi erano severi, le vesti restarono del colore delle fibre grezze fino al VI secolo a.C., ma la successiva espansione territoriale e commerciale che portò i romani a contatto dei popoli mediterranei ebbe come conseguenza una maggior raffinatezza e la ricerca del lusso anche nei colori dei tessuti. Nella Roma del II secolo a.C. i tintori erano specializzati nell'uso di un colore e suddivisi per categorie; i Croceari per il giallo, i violarii per il viola, le officinae purpurinae per la porpora.
Nel medioevo grazie alla confraternita degli Umiliati, che organizzarono la tessitura nel nord Italia, la tintura cominciò a svilupparsi, uscendo dall'ambito domestico, le Corporazioni delle Arti e Mestieri permisero ai tintori di organizzarsi e tutelarsi con statuti che regolamentavano la materia. Nacque una piccola industria, forse l'unica dell'epoca, che importava le materie prime, sia tessili che tintòrie, ed esportava un prodotto finito di ottima qualità. L'Arte dei Tintori a Firenze si divideva in tre gruppi, quelli dell'Arte Maggiore, che tingeva i tessuti nei colori più vari, quelli dell'Arte Minore, specializzati nelle diffuse tinture di color rosso utilizzando come colorante la robbia e quelli dell'Arte del Guado, altro vegetale usato per ottenere una vasta gamma di azzurri.

### Cambiamenti

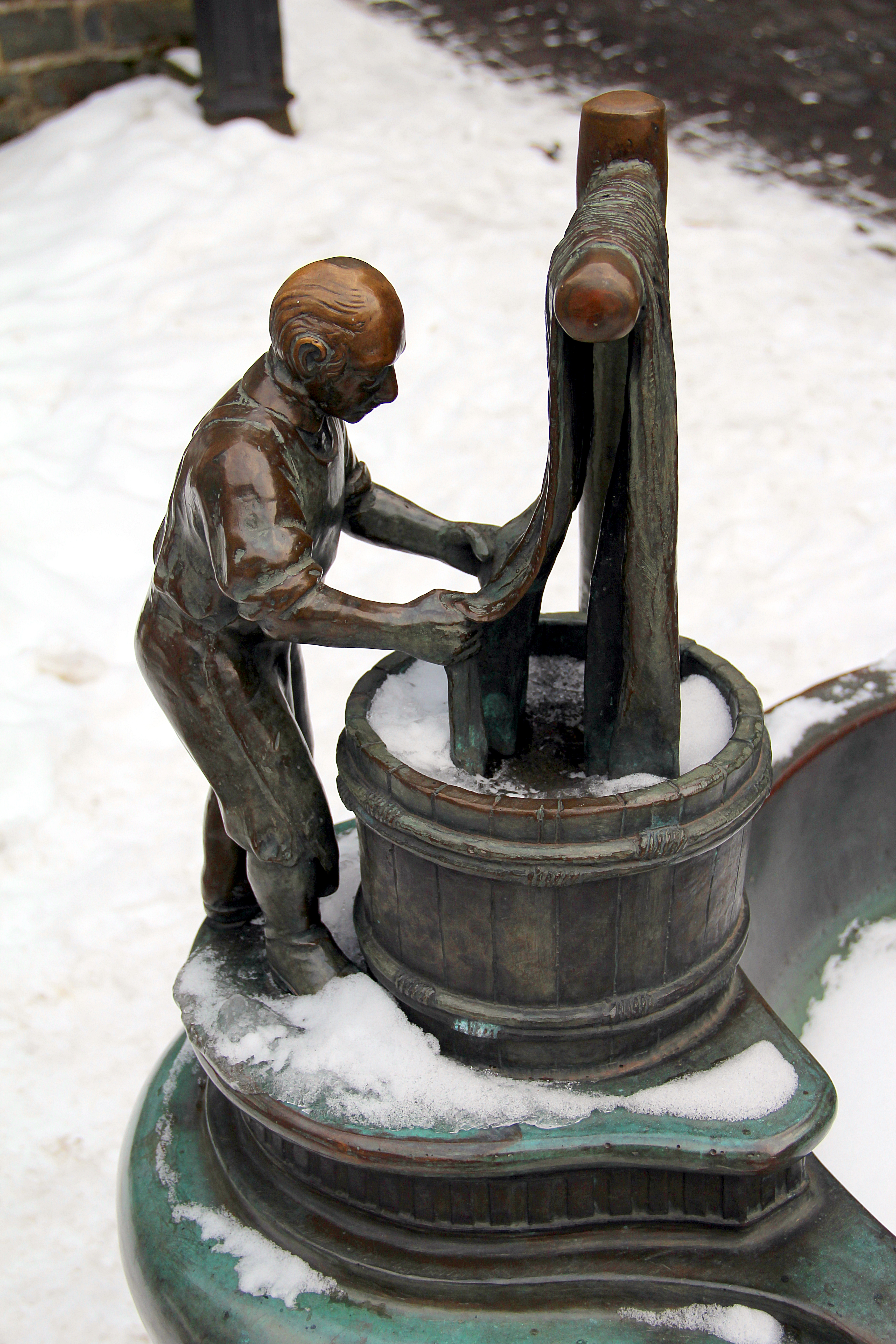
Il tintore della fontana "Weberbrunnen" su Monschau (Germania).

L'apertura delle rotte marittime per l'Asia e le Americhe, modificò radicalmente la tecnica tintoria, nuovi prodotti si resero disponibili, il guado e il kermes vennero sostituiti dall'indaco e dalla cocciniglia.
Ma la vera rivoluzione arrivò nel 1856 quando l'inglese William Henry Perkin scoprì accidentalmente un colore malva derivato dall'anilina. Per la fine del secolo molti coloranti naturali furono sostituiti da quelli chimici, per l'inizio della prima guerra mondiale completamente scomparsi.

## Tintura naturale
I prodotti per la tintura naturale possono essere di origine vegetale, come fiori, foglie, radici, cortecce, frutti, erbe; o di origine animale come la cocciniglia e la porpora.

### Arancione
- Melograno (Punica granatum)

### Blu
- Guado (Isathis tinctoria)
- Indaco (Indigofera tinctoria) foglie
- Lapislazzuli (blu oltremare) pietra dura semipreziosa proveniente da Siberia, Cina, Tibet, Iran e Afghanistan
- Azzurrite (blu di montagna) minerale estratto dai monti della Germania e della Boemia

### Bruno
- Caffè (coffea arabica)
- Castagno (Castanea sativa) bucce e ricci
- Noce (Juglans regia) mallo e foglie

### Giallo
- Cartamo (Carthamus tinctorius)
- Cipolla (Allium cepa) bucce
- Curcuma (Curcuma longa) radice usata anche in cucina
- Ginestra (Genista tinctoria)
- Reseda (Reseda luteola)
- Zafferano (Crocus sativus) pistilli
- Scotano (Cotinus coggygria)
- Oricello

### Rosso
- Cocciniglia (Dactylopius coccus) parassita dei fichi d'India
- Kermes (Kermes vermilio) parassita delle querce
- Robbia (Rubia tinctorum) radice
- Brasil (Caesalpinia echinata) pianta tipica del Brasile

### Verde
- Camomilla (Matricaria recutita) fiori
- Edera (Hedera helix) foglie
- Scòtano (Cotinus coggygria) arbusto
- Ortica (foglie, danno una colorazione verde grigio)

### Viola
- Campeggio (Haematoxylum campechianum) corteccia brasiliana
- Porpora ricavata dai molluschi Murex

## Procedimento
In alcuni casi prima di tingere bisogna preparare le fibre tessili con la mordenzatura che rende solubile in acqua il colorante facendolo penetrare tenacemente nelle fibre.La migliore mordenzatura è fatta con acqua di calce e allume per colori chiari, per colori scuri si può usare il tannino. 
Si prepara un decotto ottenuto macerando o facendo bollire i vegetali con acqua.
Si immergono le fibre, precedentemente bagnate o mordenzate, nel bagno colore, preparato con il decotto diluito e riscaldato. A volte il bagno colore non si esaurisce con la prima immersione e può essere usato come bagno di recupero per successive tinture, che risultano più chiare.
Segue un accurato risciacquo e asciugatura.

## Vari tipi di tintura
A seconda del momento della fase di lavorazione in cui si realizza, si hanno:
- tintura in pasta quando il colorante viene aggiunto prima dell'estrusione. Si conosce l'acrilico, il poliestere
- tintura in fiocco quando ad essere tinto è il fiocco, prima della sua filatura
- tintura in filo rocca quando ad essere tinto è il filo messo sulle rocche
- tintura in filo matassa quando ad essere tinto è il filo in matasse
- tintura in massa in inglese solution dyed
- tintura in pezza quando a essere tinto è il tessuto
- tintura in capo quando a essere tinto è il capo finito.
- tintura in tops
- tintura in filo focacce quando a essere tinto è il filo elasticizzato
- tintura a riserva quando la tintura riguarda solo una parte della superficie, oppure una delle diverse fibre che compongono il filato, ad esempio nel caso di acrilico/viscosa si tinge la viscosa e si riserva l'acrilico o viceversa.